# Mayra Aguiar
Mayra Aguiar da Silva (Porto Alegre, 3 d'agost de 1991) és una judoka brasilera que competeix en la categoria de pes semi pesat (actualment -78 Kg). Ha participat en 3 Olimpíades, guanyant 3 medalles de bronze. Amb la medalla aconseguida en els Jocs Olímpics de Tòquio, es convertia en la primera judoka brasilera en aconseguir 3 medalles olímpiques i en la primera dona del país en aconseguir aquesta fita en qualsevol esport individual olímpic. A més, ha guanyat 7 medalles (3 d'or) en els Campionats del Món, 4 medalles (1 d'or) en els Jocs Panamericans i 11 medalles (8 d'or) en els Campionats Panamericans.
Aguiar a més, és tercera sargent de la marina de les Forces Armades del Brasil.

## Trajectòria professional
| Jocs Olímpics        | Jocs Olímpics  | Jocs Olímpics | Jocs Olímpics |
| Any                  | Lloc           | Posició       | Categoria     |
| -------------------- | -------------- | ------------- | ------------- |
| 2012                 | Londres        | 3             | –78 kg        |
| 2016                 | Rio de Janeiro | 3             | –78 kg        |
| 2020                 | Tòquio         | 3             | -78 kg        |
| 2024                 | París          |               |               |
| Campionat del món    |                |               |               |
| 2007                 | Rio de Janeiro | 11a posició   | -70 Kg        |
| 2010                 | Tòquio         | 2             | –78 kg        |
| 2011                 | París          | 3             | –78 kg        |
| 2013                 | Rio de Janeiro | 3             | –78 kg        |
| 2014                 | Txeliàbinsk    | 1             | –78 kg        |
| 2015                 | Astanà         | 1/8 final     | -78 Kg        |
| 2017                 | Budapest       | 1             | -78 kg        |
| 2018                 | Bakú           | 1/8 final     | -78 kg        |
| 2019                 | Tòquio         | 3             | -78 kg        |
| 2021                 | Budapest       | 2a ronda      | -78 kg        |
| 2022                 | Taixkent       | 1             | -78 kg        |
| Jocs Panamericans    |                |               |               |
| 2007                 | Rio de Janeiro | 2             | –70 kg        |
| 2011                 | Guadalajara    | 3             | –78 kg        |
| 2015                 | Toronto        | 2             | –78 kg        |
| Campionat Panamericà |                |               |               |
| 2007                 | Montreal       | 2             | -70 kg        |
| 2008                 | Miami          | 1             | -70 kg        |
| 2010                 | San Salvador   | 1             | –78 kg        |
| 2011                 | Guadalajara    | 2             | –78 kg        |
| 2012                 | Montreal       | 1             | –78 kg        |
| 2013                 | San José       | 1             | –78 kg        |
| 2015                 | Edmonton       | 1             | –78 kg        |
| 2016                 | L'Havana       | 2             | –78 kg        |
| 2019                 | Lima           | 1             | -78 kg        |
| 2022                 | Lima           | 1             | -78 kg        |
| 2023                 | Calgary        | 1             | -78 kg        |